# Distrito de Lons-le-Saunier
O distrito de Lons-le-Saunier é uma antiga região administrativa francesa do departamento de Jura (1790 a 1795).
Era composto pelos cantões de Lons-le-Saunier, Arlay, Bletterans, Chilly, Conliege, Cousance, Doucier, Vernantois, Vincelle e Voiteur.